# Волков, Вячеслав Николаевич
Вячеслав Николаевич Волков (род. 4 ноября 1937, Улан-Удэ) — конструктор ЗРК, лауреат Государственной премии СССР.

## Биография
Родился 4 ноября 1937 года в Улан-Удэ.
Окончил Московский авиационный институт (1961).
В 1960—1965 гг. работал в КБ-1 (будущее НПО «Алмаз»): инженер, старший инженер. С 1965 по 1968 год в НИРТИ: ведущий инженер, заместитель начальника лаборатории.
С 1968 года в ЦКБ «Алмаз» (НПО «Алмаз»): начальник группы, начальник лаборатории, начальник отдела, начальник НИО, заместитель начальника ОКБ, заместитель главного конструктора, главный специалист.
Разработчик алгоритмов управления устройствами системы С-200, участвовал в разработке командных пунктов и стрельбовых РЛС для системы С-300П, в отработке системы С-300ПМУ1.
Кандидат технических наук. Автор более 40 научных трудов, получил три авторских свидетельства на изобретения.

## Звания и награды
Лауреат Государственной премии СССР (1981). Награждён орденом «Знак Почёта», медалями.